# Рейкьянесбайр
Ре́йкьянесбайр (исл. Reykjanesbær, исландское произношение: [ˈreicjaːnɛsˌpair̥], слушатьо файле) — община, расположенная на полуострове Рейкьянес в Исландии. В состав общины входят города Кеблавик, Ньярдвик, селение Хабнир, и начиная с 2006 года Аусбру — бывшая военная авиабаза Североатлантического альянса.
Рейкьянесбайр является одной из самых маленьких по территории, но в то же время одной из крупнейших по населению общин страны. Население общины составляет 19 676 человек (2021), а территория 145 км².

## Характеристика
Община Рейкьянесбайр был образована 11 июня 1994 года в результате слияния сельской общины Хабнархреппюр и двух городских общин Кеблавикюрбайр и Ньярдвикюрбайр.
Община расположена в западной части полуострова Рейкьянес в регионе Сюдюрнес. Земли общины на западе граничит с землями общины Сюдюрнесьябайр, а на востоке с Гриндавикюрбайр. На северо-востоке к землям Рейкьянесбайр примыкает небольшая часть общины Вогар.
В общине есть четыре населённых пункта Кеблавик, Ньярдвик, Хабнир и Аусбру. Основное занятие жителей общины — рыболовство, обслуживание международного аэропорта и туристический сервис.
Города Кеблавик и Ньярдвик раньше были вдали друг от друга, но в конце XX века, из-за урбанизации Исландии и оттока жителей сёл и деревень, города так увеличились в размерах, что единственным разделяющим их стала улица, северная часть которой принадлежит Кеблавику, а южная — Ньярдвику. Население Кеблавика по данным на 2009 год составляло 8169 человек, а население Ньярдвика по данным того же года — 4400 человек. Селение Хабнир, которое до 1994 года было отдельной общиной Хабнархреппюр, является самым маленьким населённым пунктом общины. В 2009 году население Хабнира составляло всего 142 человека. На территории бывшей военно-воздушной базы НАТО с 2006 года компания Kadeco (Keflavik Airport Development Corporation) осуществляет девелоперские проекты, одним из которых является университет Keilir.

## Инфраструктура
По территории общины проходит несколько дорог регионального значения — Рейкьянесбрёйт 41, Гриндавикюрвегюр 43, Хабнарвегюр 44 и Гардскагавегюр 45. Есть несколько дорог местного значения: Миднесхейдарвегюр 423, Кеблявикюрвегюр 424, Несвегюр 425, Сандгердисвегюр 429 и Рейкьянесвитавегюр 443.
В трёх километрах к западу от Кеблавика находится Международный аэропорт Кеблавика, почти полностью расположенный на территории соседней общины Сюдюрнесьябайр. В аэропорту две взлётно-посадочные полосы, площадь аэропорта составляет около 25 кв. км. Аэропорт обслуживает большую часть международных авиаперевозок Исландии.

## Культура и спорт
Рейкьянесбайр является одной из самых культурно развитых общин Исландии. В общине есть несколько музеев (в том числе музей «Мир викингов», открытый в 2009 году в Ньярдвике, главным экспонатом которого является Гокстадский корабль), большое количество церквей (в том числе каменная церковь в Ньярдвике постройки 1886 года, церковь Хабнира (Киркьювохскиркья), построенная в 1861 году и т. д.
Община Рейкьянесбайр является одним из главнейших спортивных центров Исландии. Крупнейший спортивный клуб общины — Keflavík (в том числе и Футбольный клуб Кеблавик — четырёхкратный чемпион Исландии). Имеется также множество маленьких клубов, таких как Njarðvík, Golfklúbbur Suðurnesja, Hestamannafélagið Máni, ÍRB и HKR.

## Города-побратимы
У общины Рейкьянесбайр есть два города-побратима: Керава в Финляндии и Тролльхеттан в Швеции. Взаимодействие с городами-побратимами с одной стороны заключается в совместных муниципальных и административных проектах, с другой стороны — в проведении совместных спортивных турниров. Административный отдел общины и байярстьоури (глава общины) отвечают за административные проекты, а отдел образования наблюдает за спортивными турнирами.

## Население
Источник: Mannfjöldi eftir kyni, aldri og sveitarfélögum 1998-2021 (исл.). hagstofa.is. Reykjavík: Hagstofa Íslands [Статистическая служба Исландии]. Дата обращения: 16 октября 2021.

## Галерея

Рейкьянесбайр
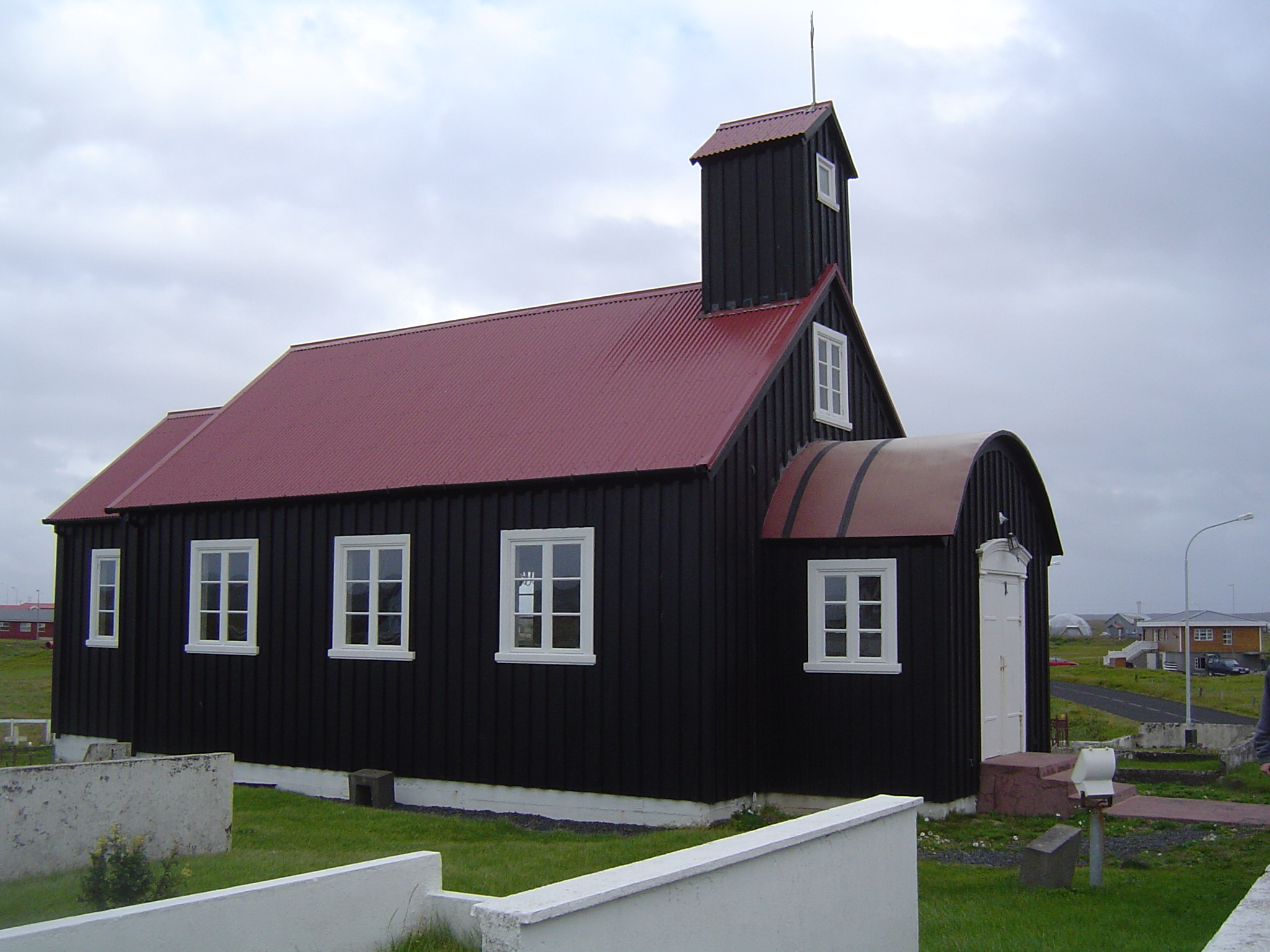
Киркьювохскиркья в Хабнире
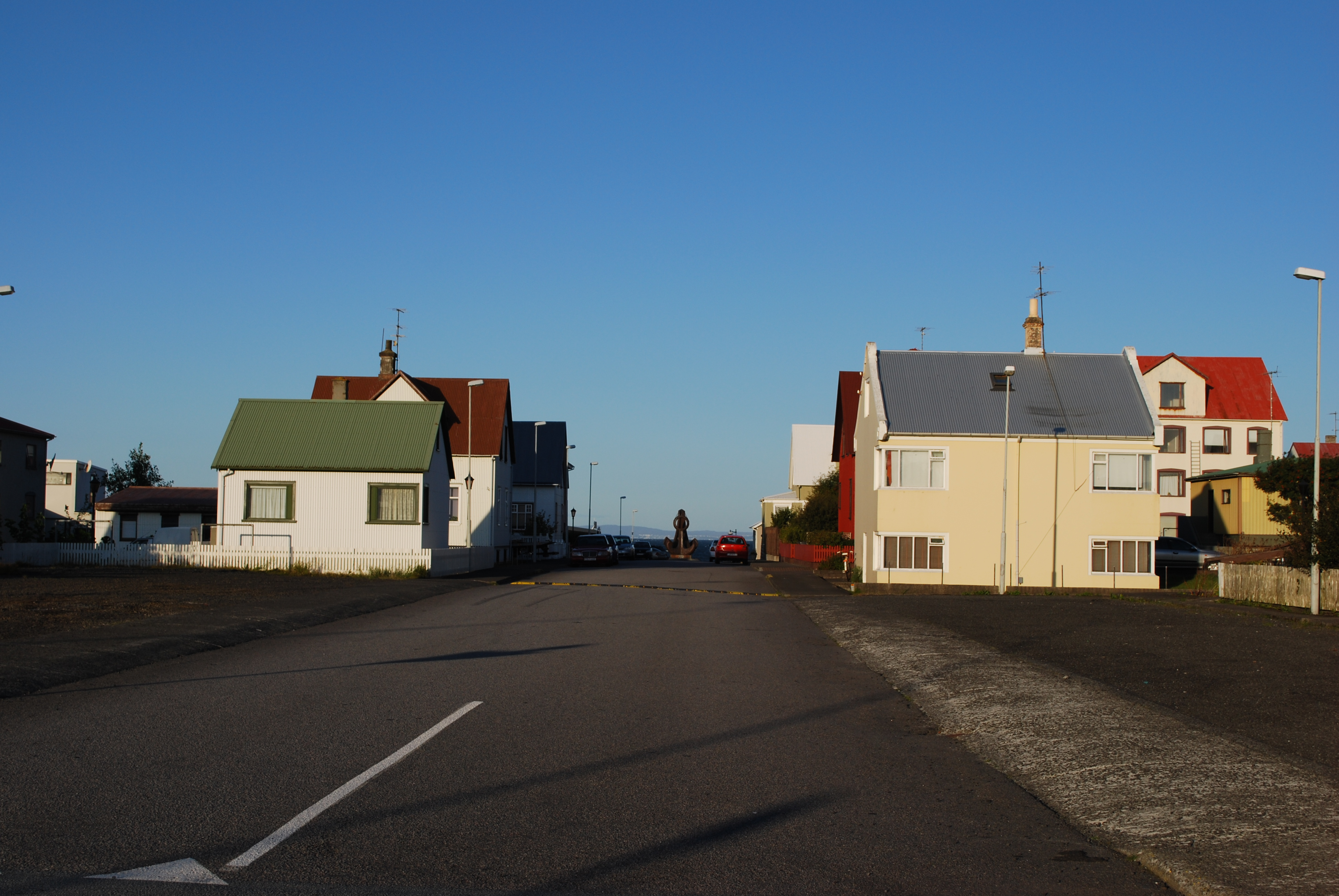
Улица в Кеблавике
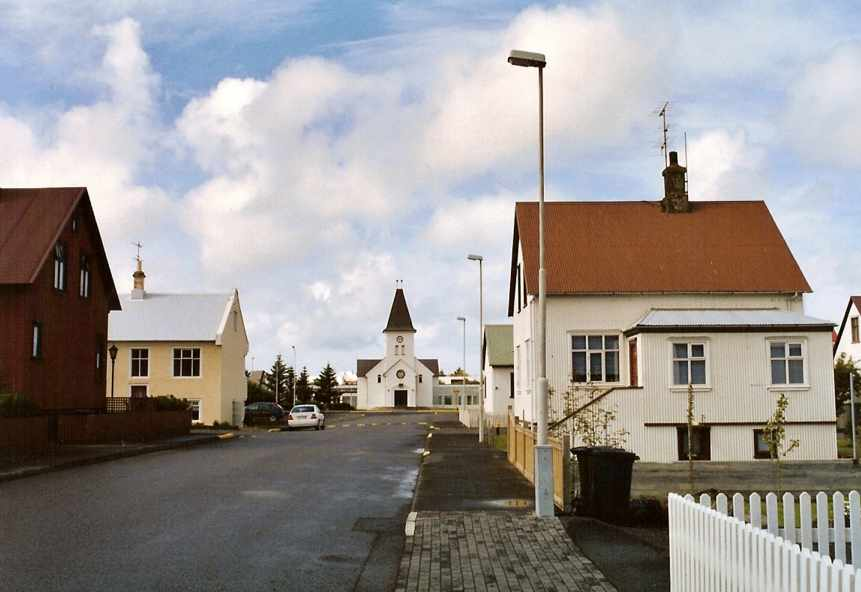
Церковь в Кеблавике
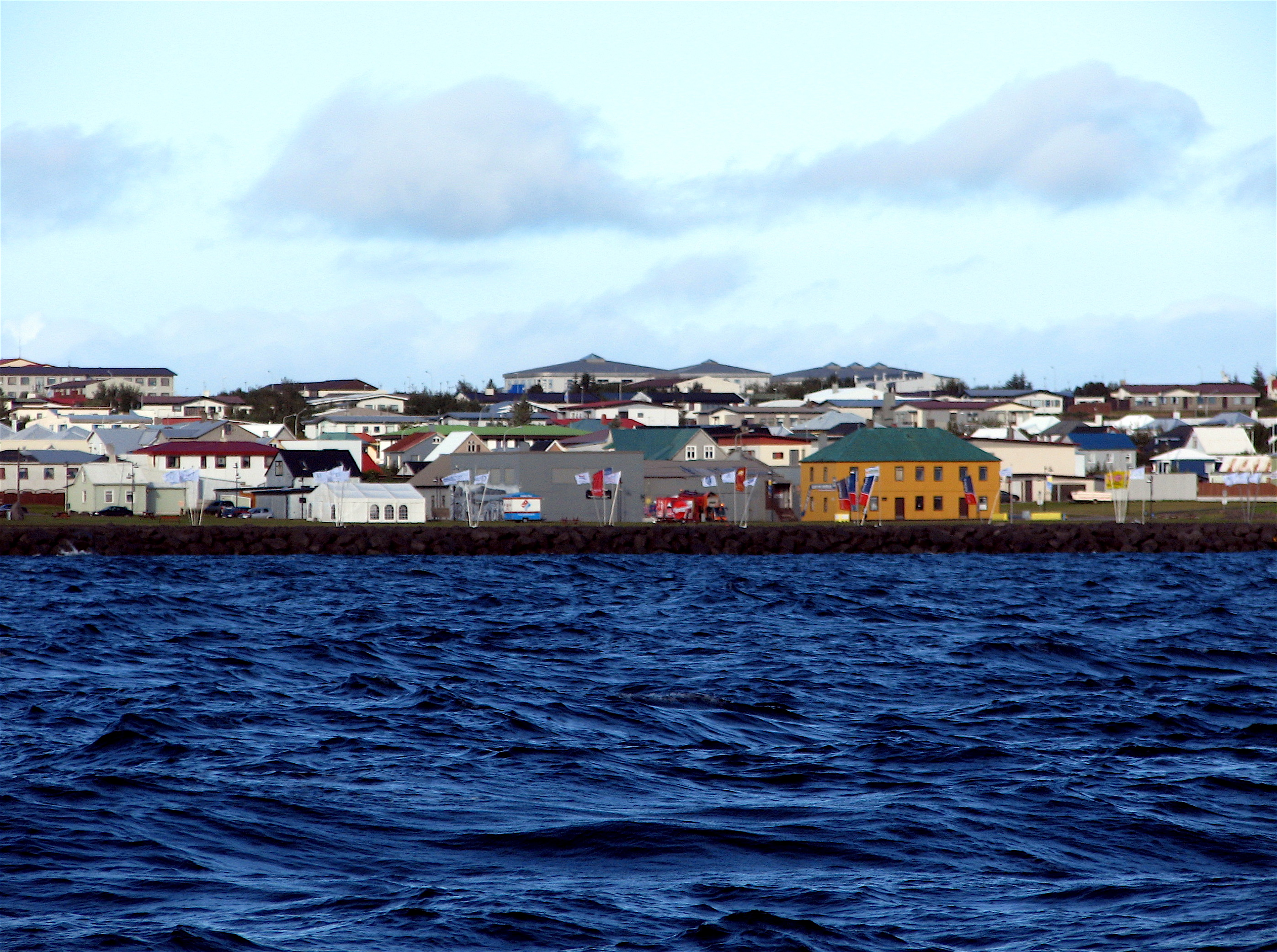
Порт в Кеблавике
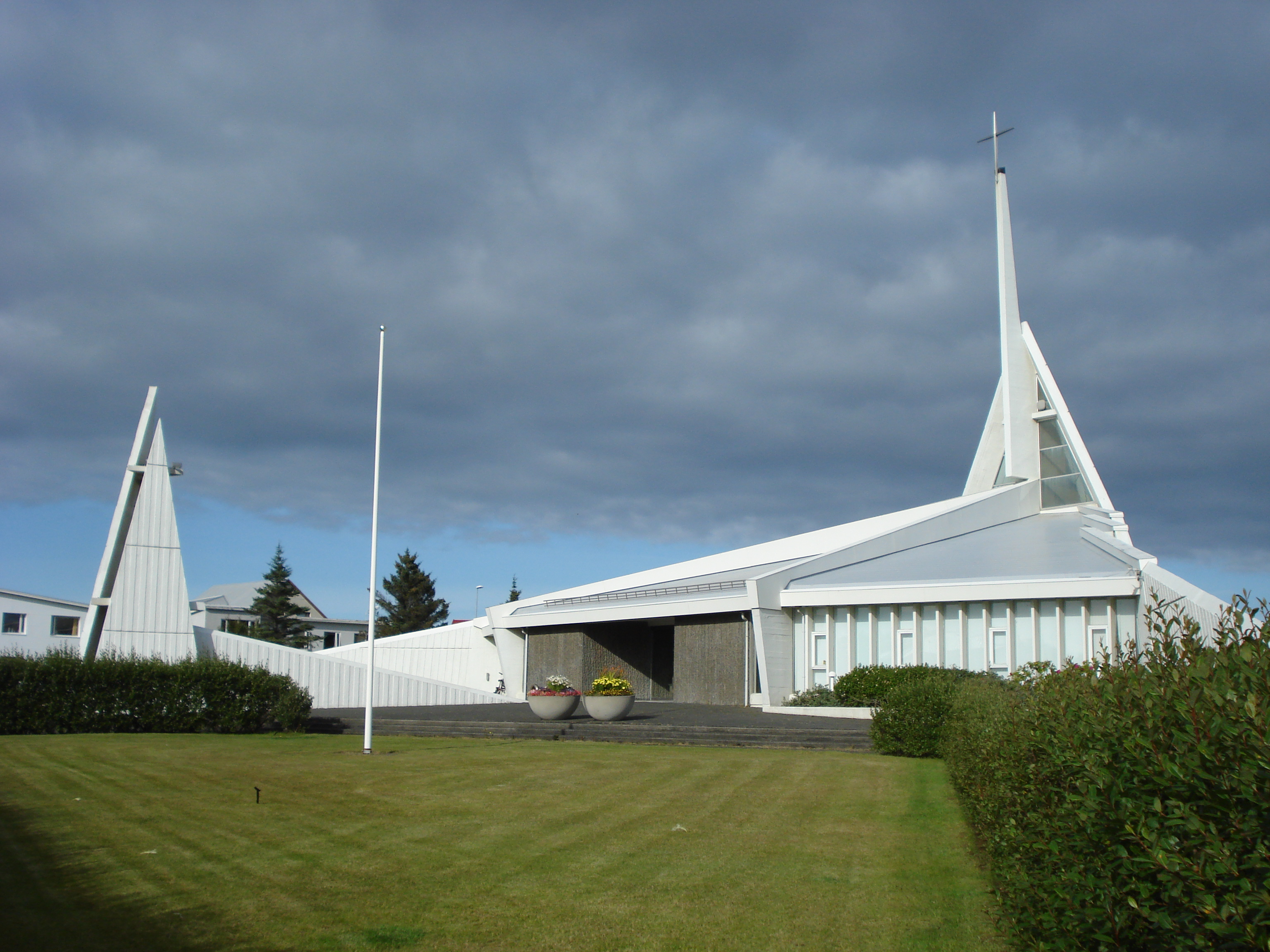
Церковь в Ньярдвике